# 镇安镇 (云浮市)
镇安镇，是中华人民共和国广东省云浮市云安区下辖的一个乡镇级行政单位。位于广东省云安区境西部，距云浮市区42公里，距县城六都62公里，总面积110平方公里。矿藏有大理石、石炭岩、铁等。主要农产品有水稻、木薯、黄豆、蚕桑、肉桂等。

## 行政区划
镇安镇下辖以下地区：
镇安社区、西安村、民乐村、民强村、河东村、河西村、南安村、下围村、公安村、永星村、永丰村、旺洞村、石坳村和幌伞村。